# Avalon Code
Avalon Code (アヴァロンコード?, Avaron Kōdo) è un videogioco action RPG sviluppato da Matrix Software e pubblicato nel 2008 da Marvelous Entertainment per Nintendo DS.